# فرودگاه گانژو هوانگژین
فرودگاه گانژو هوانگژین (به انگلیسی: Ganzhou Huangjin Airport) یک فرودگاه همگانی با کد یاتا KOW است . این فرودگاه در کشور چین قرار دارد .

## شرکت‌های هواپیمایی و مقصدهای پروازی
| شرکت‌های هواپیمایی   | مقصدهای پروازی                                     |
| ------------------- | -------------------------------------------------- |
| ایر چاینا           | پکن                                                |
| هواپیمایی شرقی چین  | کینگدائو لیوتینگ، شانگهای هونگچیائو، شانگهای پودنگ |
| هواپیمایی جنوبی چین | پکن، بایون گوآنگجو، شنژن بن                        |
| GX Airlines         | هایکو میلان، نانچانگ چانگبی، نانینگ ووژو           |
| Lucky Air           | هانگجو ژیاشان، کونمینگ چانگشوی                     |
| سیچوان ایرلاینز     | چنگدو شوانگلیو، زیامن گائوچی                       |
| ژیامن ایرلاینز      | چنگچینگ ییانگبی، فوژو چنگل                         |